# Hyphessobrycon
Hyphessobrycon ist eine Gattung von Süßwasserfischen aus der Salmlerfamilie Acestrorhamphidae. Der Name Hyphessobrycon setzt sich aus den Worten hyphesso „kleiner“ und brycon „Beißer“ zusammen, womit auf das kräftige Gebiss der dieser Gattung zugerechneten Salmler angespielt wird. Die Gattung besteht aus über 140 Arten, gilt aber nicht als monophyletisch. Hyphessobrycon-Arten sind meist recht kleine, sozial lebende Fische, die im nördlichen und mittleren Südamerika beheimatet sind. Sehr wenige Arten kommen auch in Mittelamerika vor.

## Merkmale
Hyphessobrycon-Arten haben einen mehr oder weniger langgestreckten, bei vielen Arten recht hochrückigen Körper. Die Afterflosse ist lang, eine Fettflosse vorhanden. Die Seitenlinie ist unvollständig. Von der Gattung Hemigrammus unterscheidet sich die Gattung durch die Bezahnung und die unbeschuppte Basis der Schwanzflosse. Hyphessobrycon-Arten werden zwei bis sieben Zentimeter lang.

## Lebensweise
Hyphessobrycon-Arten zeigen meist nur in der Jugend oder bei Beunruhigung oder Gefahr eine Tendenz zur Schwarmbildung. Sonst leben sie gesellig in Gruppen mit dem Bestreben, einen gegenseitigen Mindestabstand zu wahren. Insbesondere Männchen neigen zu Kommentkämpfen und verteidigen zeitweise Kleinstreviere um bevorzugte Standplätze.

## Systematik
Die Gattung Hyphessobrycon ist vergleichsweise artenreich. Wie zahlreiche molekularbiologische Studien zeigten, ist sie aber kein Monophylum, sondern besteht aus verschiedenen Artengruppen, die einander nicht immer die nächsten Verwandten sind. Die verschiedenen Artengruppen und Arten von Hyphessobrycon gehören sogar unterschiedlichen Unterfamilien in der Familie Acestrorhamphidae an. 

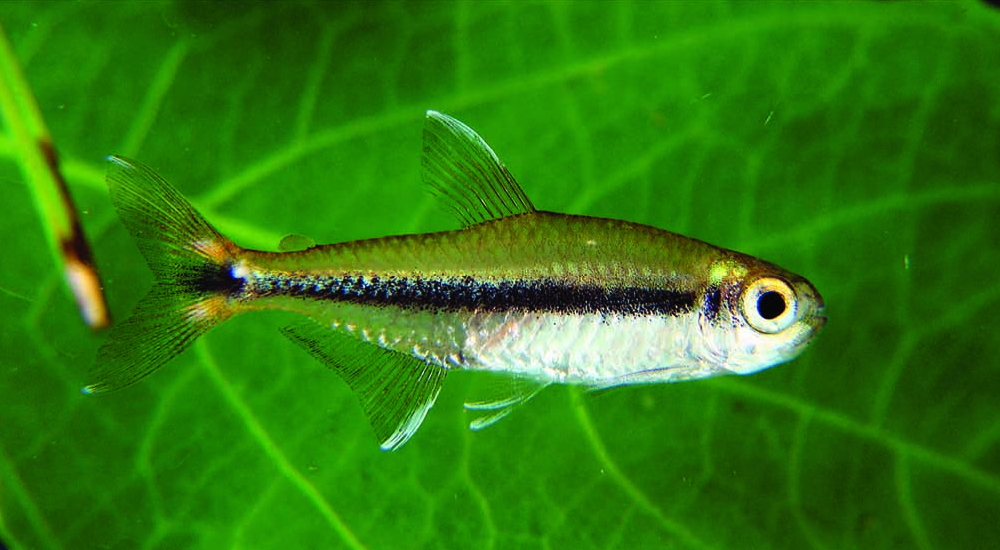
Hyphessobrycon stegemanni

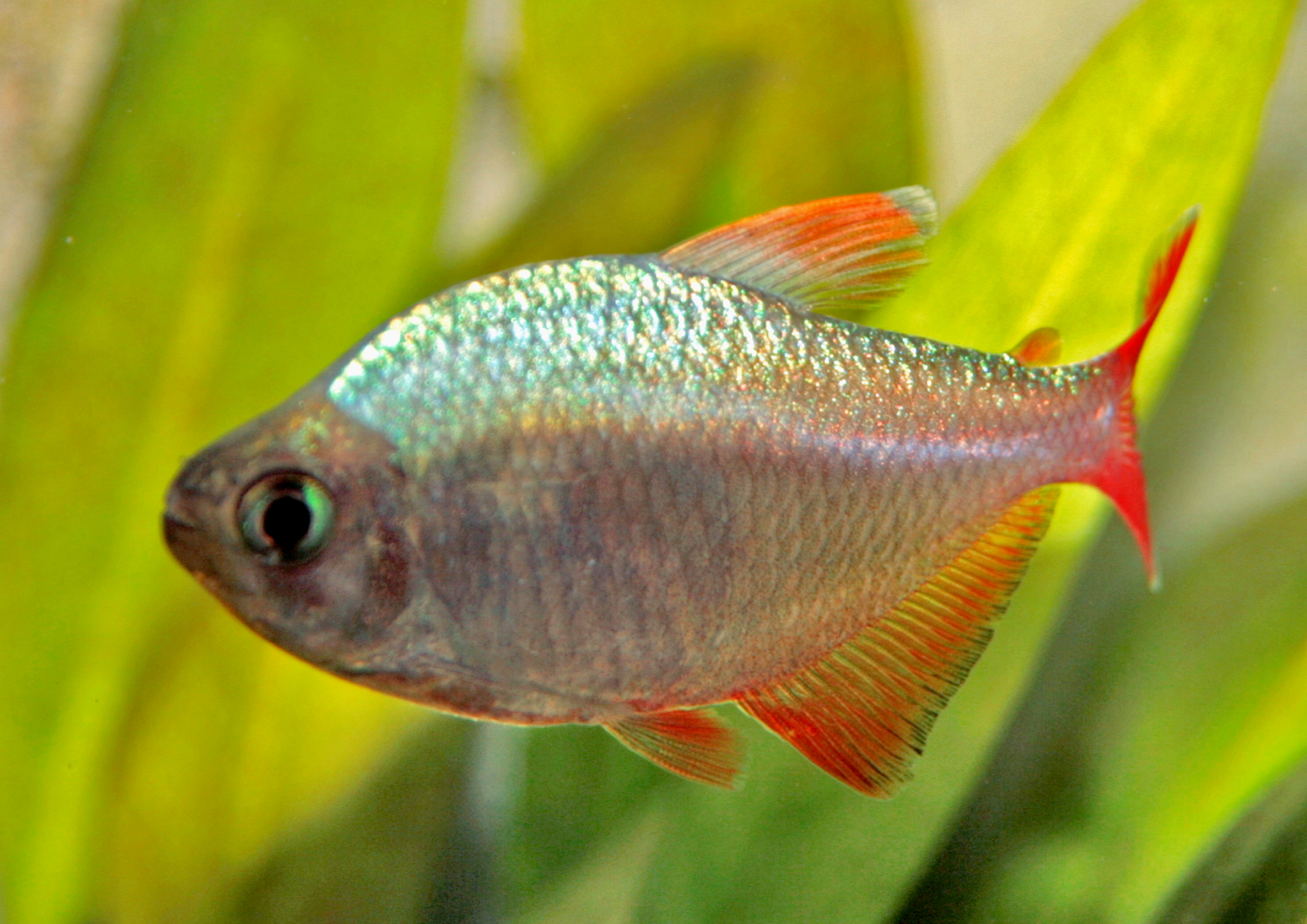
Rotblauer Kolumbianer (H. columbianus)

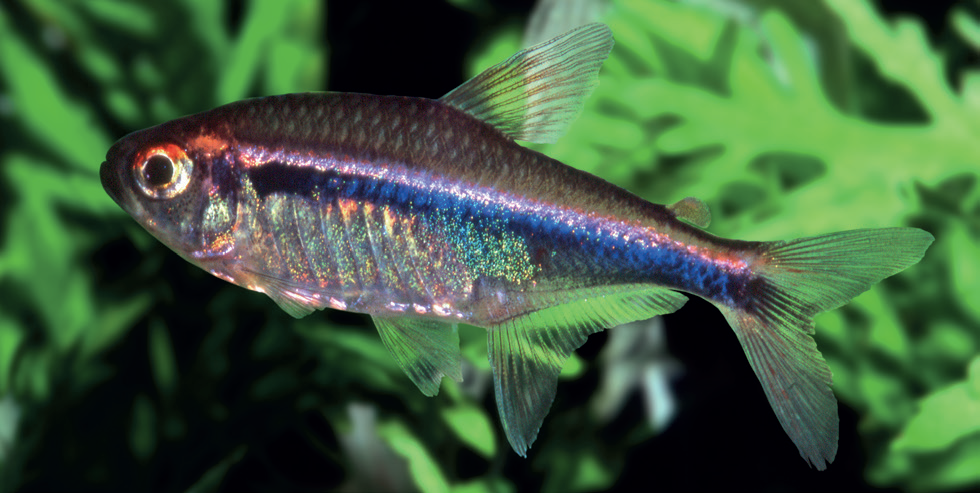
Hyphessobrycon agulha

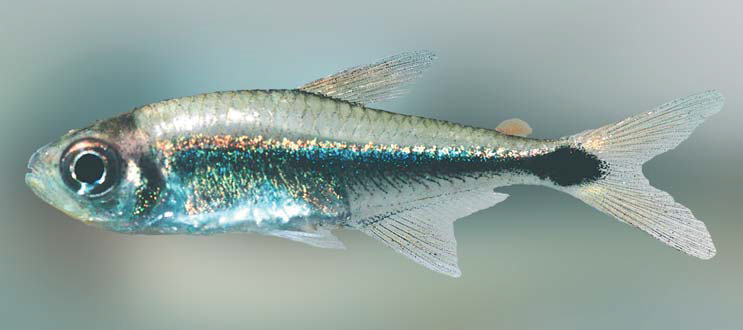
Hyphessobrycon borealis

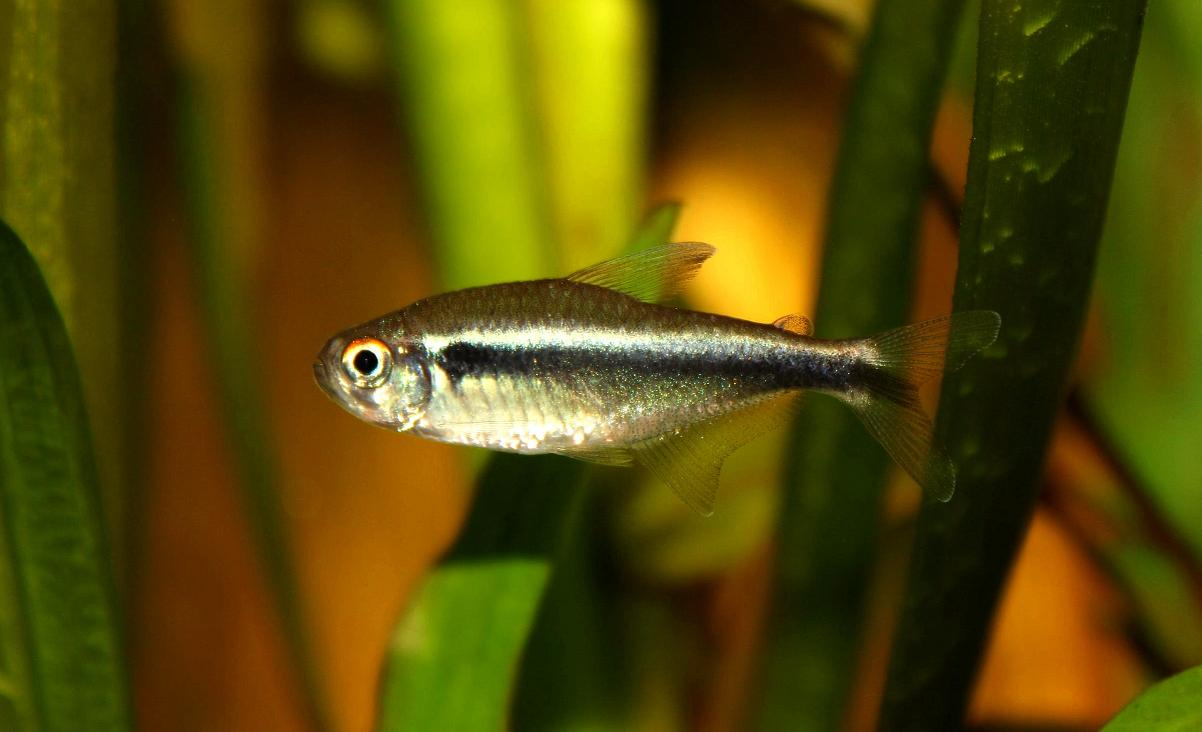
Schwarzer Neon (H. herbertaxelrodi)

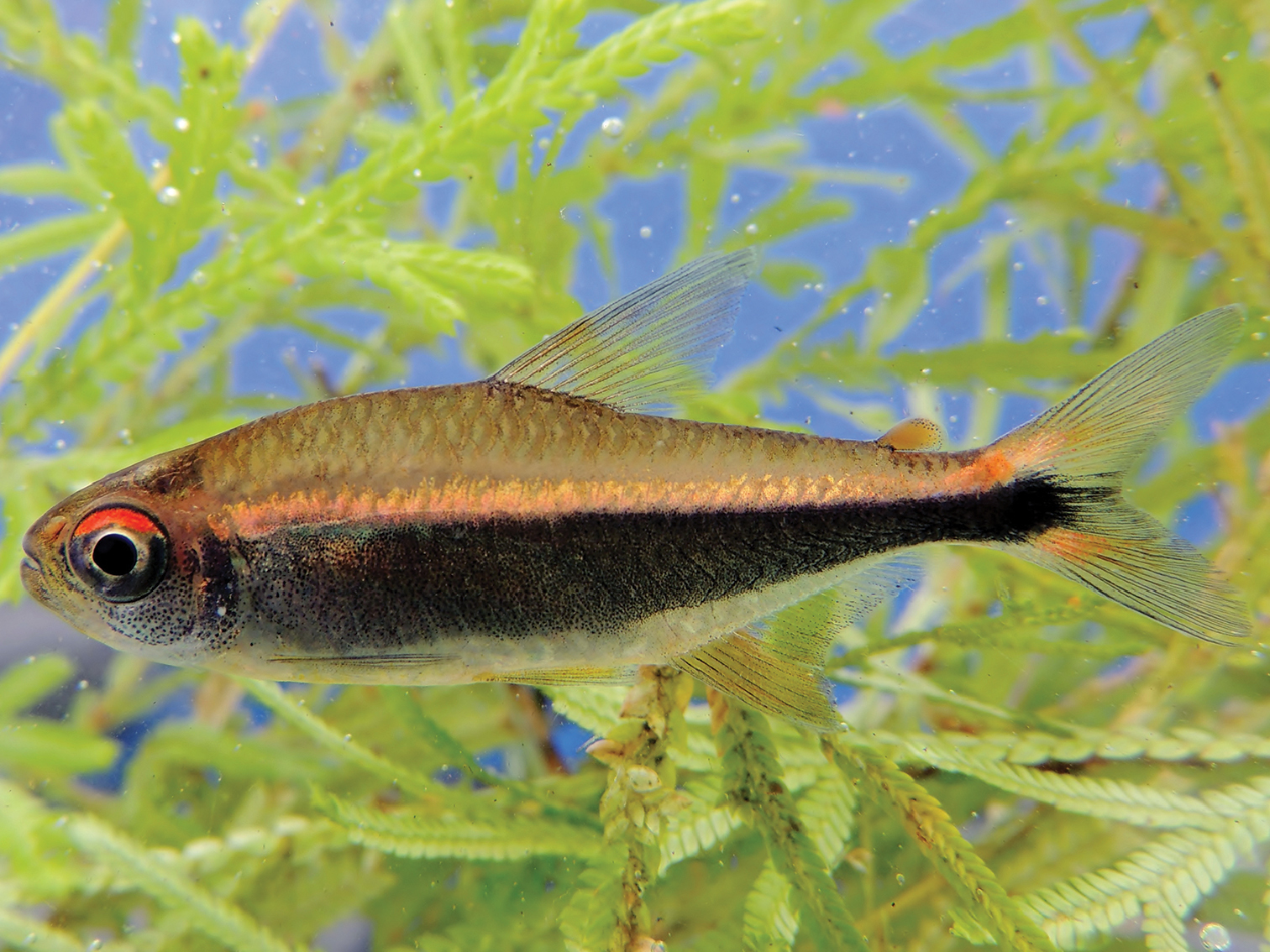
Hyphessobrycon klausanni

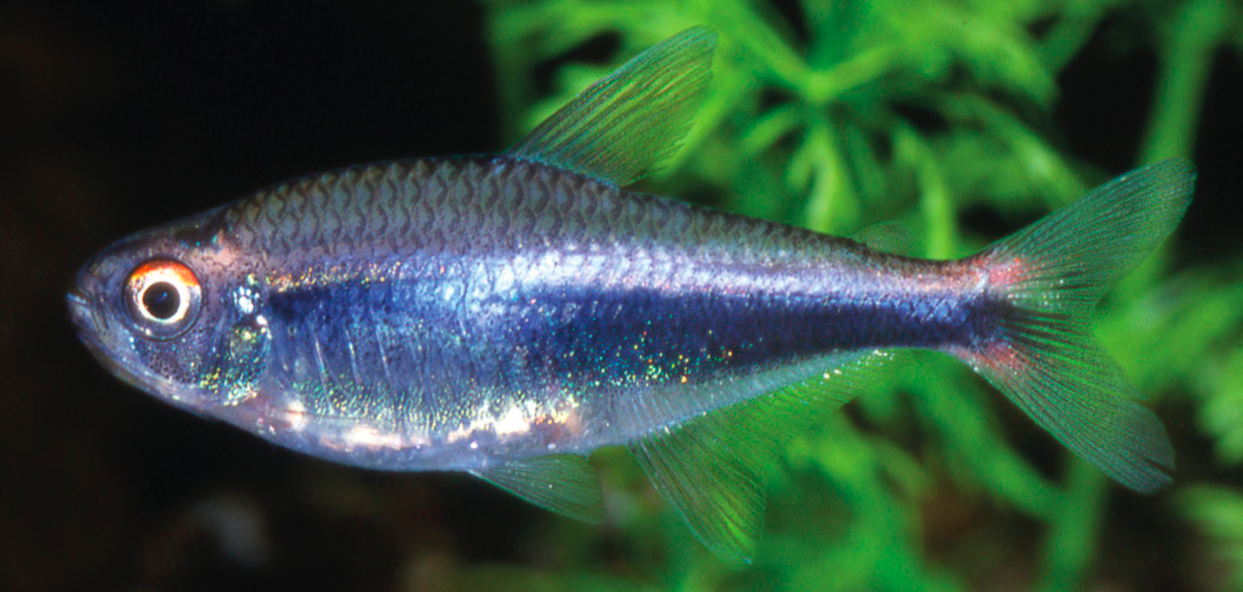
Hyphessobrycon peruvianus

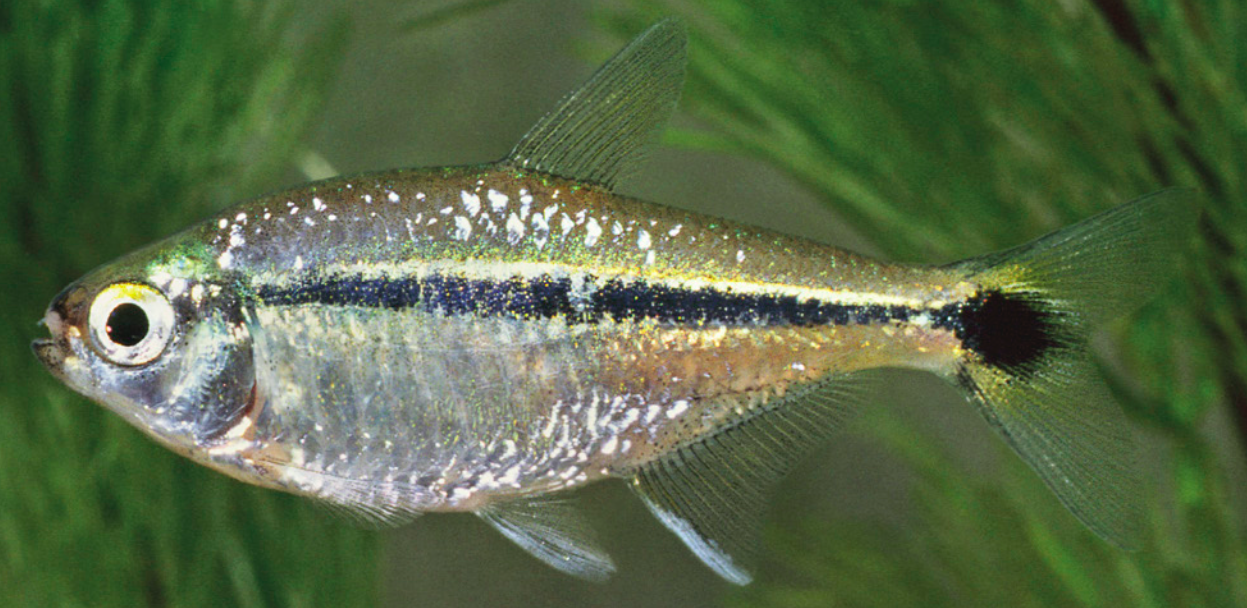
Hyphessobrycon scholzei

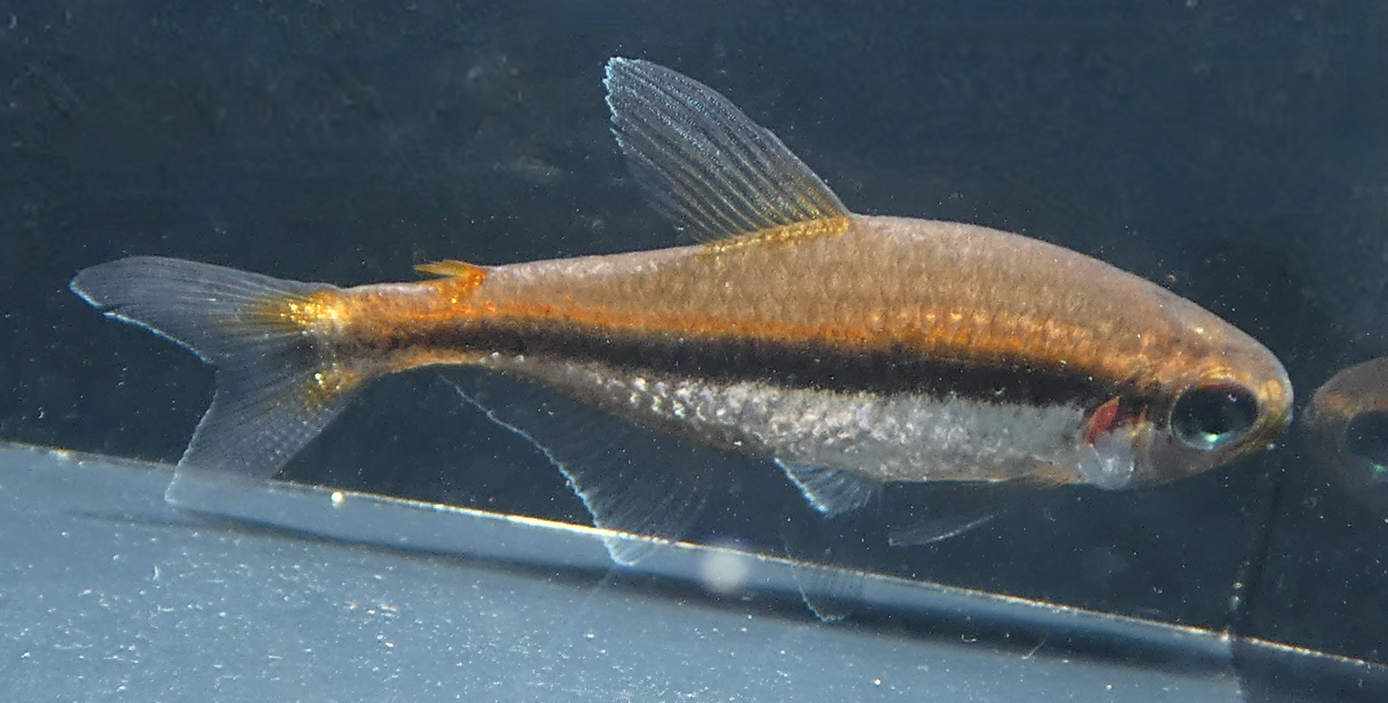
Hyphessobrycon vilmae

Hyphessobrycon ist die Typusgattung der Unterfamilie Hyphessobryconinae und die Hyphessobrycon panamensis-Artengruppe mit H. compressus, der Typusart von Hyphessobrycon, und wahrscheinlich auch die H. heterorhabdus bzw. H. agulha-Artengruppe oder zahlreiche Arten aus dieser Gruppe gehören zur Unterfamilie Hyphessobryconinae. H. stegemanni steht dagegen in der Unterfamilie Stichonodontinae, die H. bifasciatus-Klade gehört zur Unterfamilie Acestrorhamphinae, der Rote von Rio (H. flammeus) und der Ziegelsalmler (H. griemi) sind Teil der Unterfamilie Thayeriinae und H. boulengeri gehört zur Unterfamilie Tyttobryconina. Die aus der Aquaristik sehr bekannte Rosy-Tetra-Artengruppe wurde Anfang September im Zuge einer Revision der „Echten Salmler“ in die Gattung Megalamphodus verschoben.
Hyphessobrycon panamensis-Artengruppe (Hyphessobrycon-sensu stricto)
- Hyphessobrycon bussingi Ota et al., 2020
- Rotblauer Kolumbianer (Hyphessobrycon columbianus Zarske & Géry, 2002)
- Hyphessobrycon compressus (Meek, 1904) (Typusart)
- Hyphessobrycon condotensis Regan, 1913
- Hyphessobrycon daguae Eigenmann, 1922
- Hyphessobrycon ecuadorensis (Eigenmann, 1915)
- Hyphessobrycon panamensis Durbin in Eigenmann, 1908
- Hyphessobrycon savagei Bussing, 1967
- Hyphessobrycon tortuguerae Böhlke, 1958

Hyphessobrycon heterorhabdus bzw. Hyphessobrycon agulha-Artengruppe
- Hyphessobrycon acaciae García-Alzate, Román-Valencia & Prada-Pedreros, 2010
- Hyphessobrycon agulha Fowler, 1913
- Amapa-Glühlichtsalmler/Amapasalmler Hyphessobrycon amapaensis Zarske & Géry, 1998
- Hyphessobrycon amaronensis García-Alzate, Román-Valencia & Taphorn, 2010
- Hyphessobrycon auca Almirón, Casciotta, Bechara & Ruiz Diaz, 2004
- Hyphessobrycon bayleyi Lima et al., 2022[10]
- Hyphessobrycon borealis Zarske, Le Bail & Géry, 2006
- Hyphessobrycon cachimbensis Travassos, 1964
- Hyphessobrycon cantoi Faria et al., 2021
- Hyphessobrycon chiribiquete García‐Alzate, Lima, Taphorn, Mojica, Urbano‐Bonilla & Teixeira, 2020
- Hyphessobrycon clavatus Zarske, 2015
- Hyphessobrycon coelestinus Myers in Eigenmann & Myers, 1929
- Lapis-Tetra (Hyphessobrycon cyanotaenia Zarske & Géry, 2006)
- Hyphessobrycon diancistrus Weitzman, 1977
- Hyphessobrycon ericae Moreira & Lima, 2017
- Hyphessobrycon eschwartzae García-Alzate, Román-Valencia, Ortega, 2013
- Schwarzer Neon (Hyphessobrycon herbertaxelrodi Géry, 1961)
- Dreibandsalmler (Hyphessobrycon heterorhabdus Ulrey, 1894)
- Hyphessobrycon klausanni García-Alzate et al., 2017
- Loretosalmler (Hyphessobrycon loretoensis Ladiges, 1938)
- Hyphessobrycon lucenorum Ohara & Lima, 2015
- Blauroter Perusalmler (Hyphessobrycon margitae Zarske, 2016)
- Hyphessobrycon mavro García-Alzate, Román-Valencia & Prada-Pedreros, 2010
- Hyphessobrycon melanostichos Carvalho & Bertaco, 2006
- Meta-Salmler (Hyphessobrycon metae Eigenmann & Henn, 1914)
- Hyphessobrycon montagi Lima, Coutinho & Wosiacki, 2014[11]
- Hyphessobrycon mutabilis Costa & Géry, 1994
- Hyphessobrycon myrmex Pastana et al., 2017
- Hyphessobrycon niger García-Alzate, Román-Valencia & Prada-Pedreros, 2010
- Hyphessobrycon nigricinctus Zarske & Géry, 2004
- Hyphessobrycon notidanos Carvalho & Bertaco, 2006
- Hyphessobrycon oritoensis García-Alzate, Román-Valencia & Taphorn, 2008
- Hyphessobrycon otrynus Benine & Lopes, 2008
- Hyphessobrycon paucilepis García-Alzate, Román-Valencia & Taphorn, 2008
- Hyphessobrycon peruvianus Ladiges, 1938
- Hyphessobrycon petricolus Ohara et al., 2017
- Hyphessobrycon piranga Camelier, Dagosta & Marinho, 2018[12]
- Hyphessobrycon poecilioides Eigenmann, 1913
- Hyphessobrycon procerus Mahnert & Géry, 1987
- Hyphessobrycon psittacus Dagosta et al., 2016
- Hyphessobrycon riberoi Lima et al., 2025
- Hyphessobrycon rutiliflavidus Carvalho, Langeani, Miyazawa & Troy, 2008
- Hyphessobrycon sateremawe Faria et al., 2020[13]
- Schwarzbandsalmler (Hyphessobrycon scholzei Ahl, 1937)
- Hyphessobrycon sovichthys Schultz, 1944
- Hyphessobrycon taphorni García-Alzate u. a., 2013
- Hyphessobrycon taurocephalus Ellis, 1911
- Hyphessobrycon tuyensis García-Alzate, Román-Valencia & Taphorn, 2008
- Hyphessobrycon vanzolinii Lima & Flausino, 2016
- Goldstaubsalmler (Hyphessobrycon vilmae Géry, 1966)
- Hyphessobrycon wosiackii Moreira & Lima, 2017
- Hyphessobrycon zoe Faria, Lima & Wosiacki, 2020[14]

Hyphessobrycon bifasciatus-Klade, Schwestergruppe von Oligosarcus

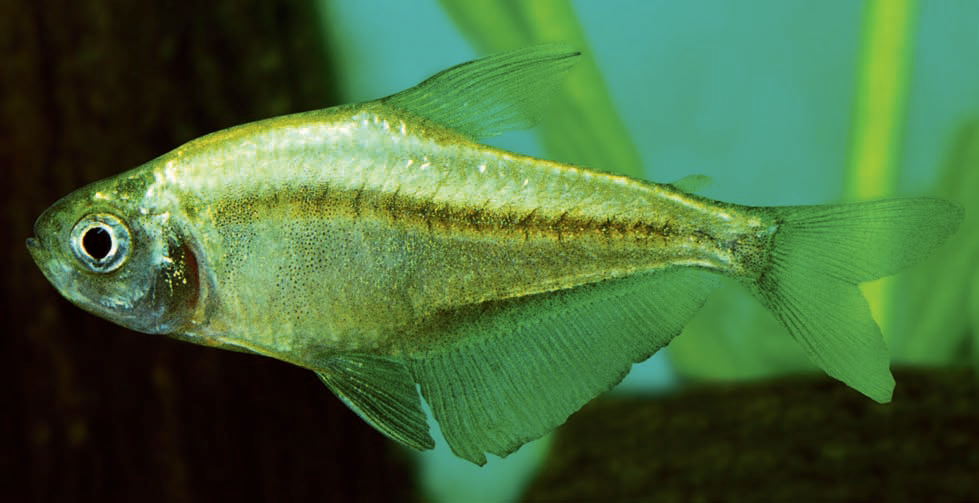
Gelber von Rio (H. bifasciatus)

- Gelber von Rio (Hyphessobrycon bifasciatus Ellis, 1911)
- Hyphessobrycon isiri Almirón, Casciotta & Koerber, 2006
- Hyphessobrycon igneus Miquelarena, Menni, Lopez & Casciotta, 1980 Hyphessobrycon igneus

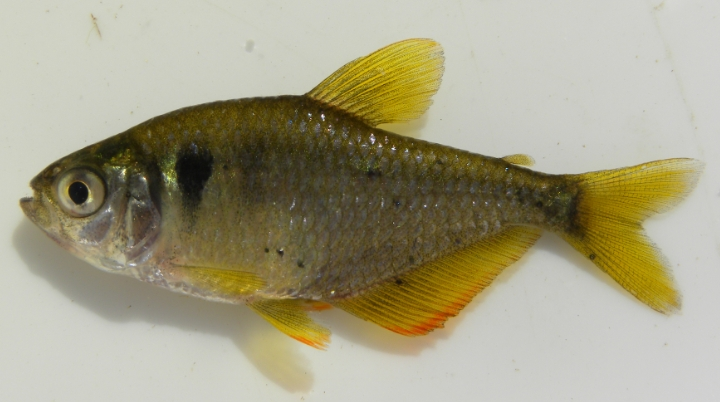
Hyphessobrycon igneus

Hyphessobrycon loweae-Artengruppe

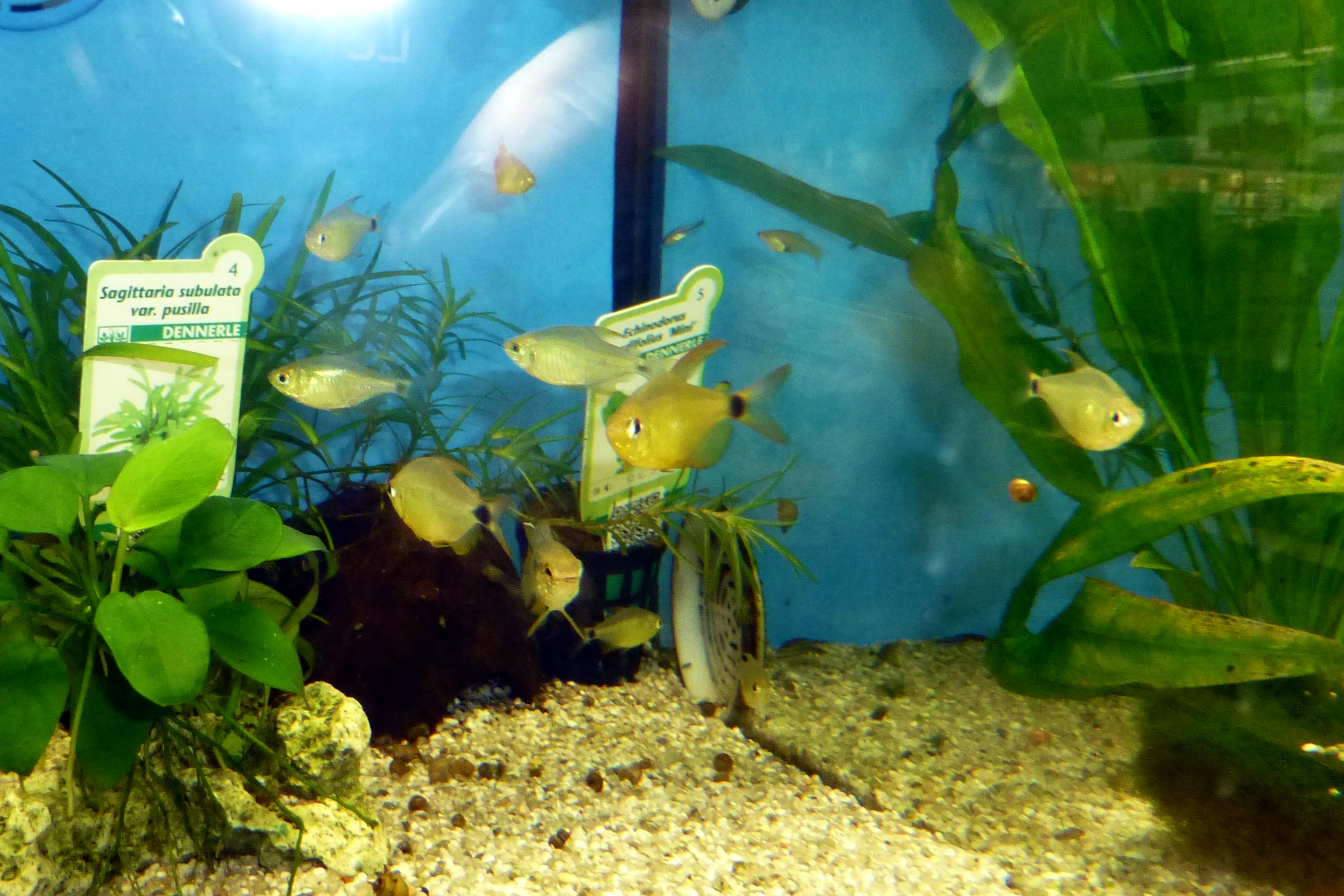
Kitty-Tetra (H. heliacus)

- Hyphessobrycon elachys Weitzman, 1984
- Kitty-Tetra (Hyphessobrycon heliacus Moreira, Landim & Costa, 2002)
- Hyphessobrycon loweae Costa & Géry, 1994
- Hyphessobrycon moniliger Moreira, Lima & Costa, 2002
- Hyphessobrycon peugeoti Ingenito u. a., 2013
- Procyon-Salmler (Hyphessobrycon procyon Pastana & Ohara, 2016)

Sonstige Arten, die gegenwärtig in die Gattung Hyphessobrycon gestellt werden:

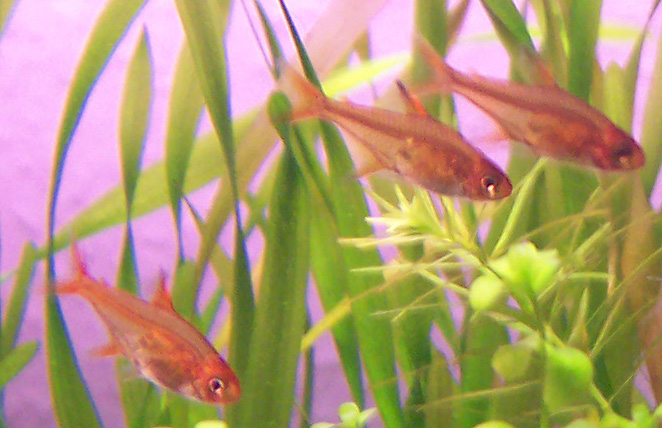
Funkensalmler (H. amandae)

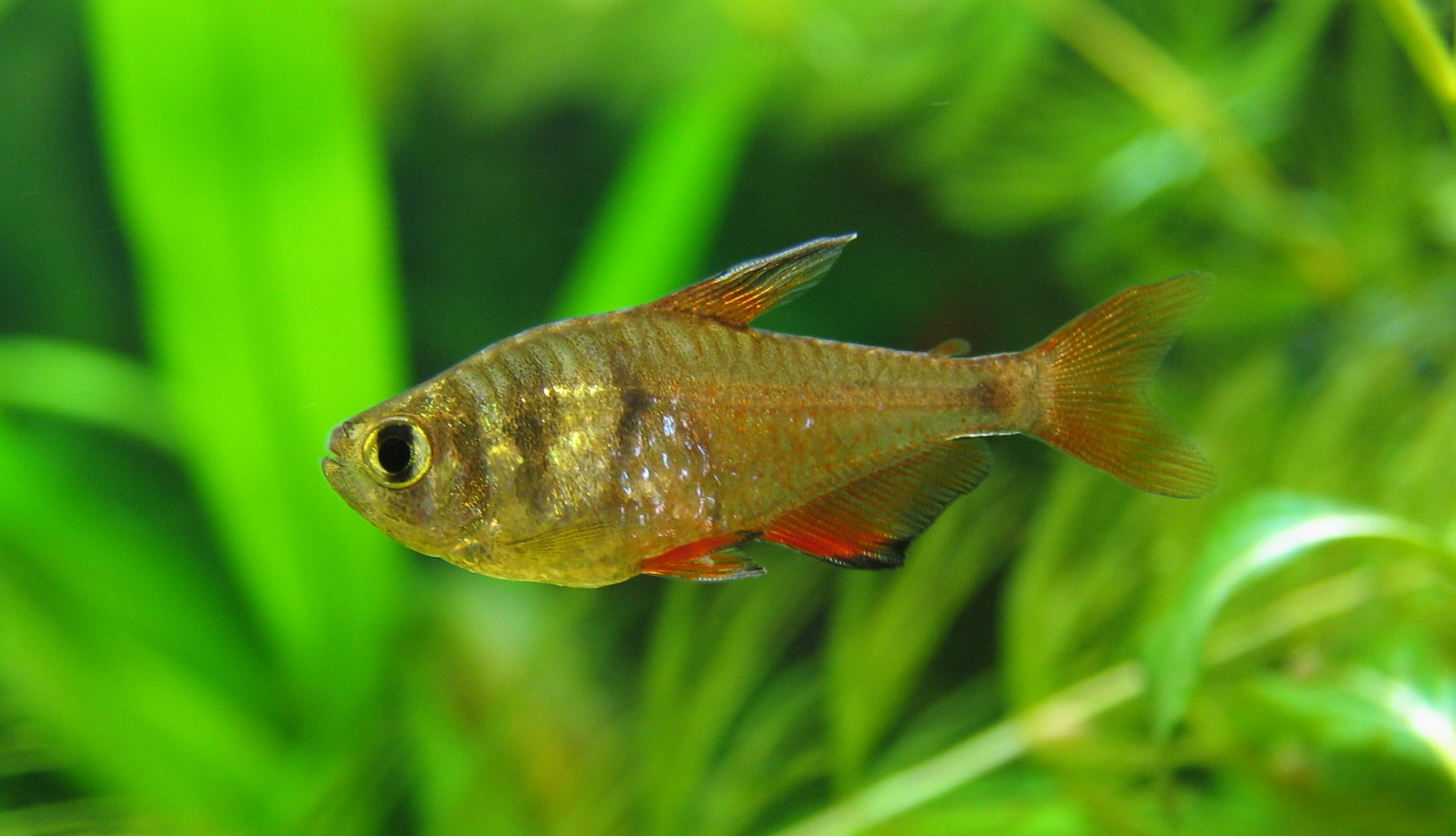
Roter von Rio (H. flammeus)

- Hyphessobrycon albolineatum Fernández-Yépez, 1950
- Funkensalmler (Hyphessobrycon amandae Géry & Uj, 1987)
- Hyphessobrycon arianae Uj & Géry, 1989
- Calypso-Tetra (Hyphessobrycon axelrodi (Travassos, 1959)), muss möglicherweise der Gattung Pristella zugeordnet werden.[17]
- Hyphessobrycon barranquilla Ardila Rodríguez, 2022
- Hyphessobrycon boulengeri (Eigenmann in Eigenmann & Ogle, 1907)
- Hyphessobrycon brumado Zanata & Camelier, 2010
- Hyphessobrycon catableptus (Durbin, 1909)
- Hyphessobrycon chocoensis García-Alzate, Román-Valencia & Taphorn, 2013
- Hyphessobrycon delimai Teixeira et al., 2016
- Hyphessobrycon duragenys Ellis, 1911
- Hyphessobrycon eilyos Lima & Moreira, 2003
- Sonnensalmler (Hyphessobrycon eos Durbin, 1909)
- Roter von Rio (Hyphessobrycon flammeus Myers, 1924)
- Hyphessobrycon frankei Zarske and Géry, 1997
- Erdbeersalmler (Hyphessobrycon georgettae Géry, 1961)
- Hyphessobrycon gracilior Géry, 1964
- Ziegelsalmler (Hyphessobrycon griemi Hoedeman, 1957)
- Hyphessobrycon hasemani Fowler, 1913
- Hyphessobrycon heteresthes (Ulrey, 1894)
- Hyphessobrycon hexastichos Bertaco & Carvalho, 2005
- Hyphessobrycon hildae Fernández-Yépez, 1950
- Hyphessobrycon iheringi Fowler, 1941
- Hyphessobrycon inconstans (Eigenmann & Ogle, 1907)
- Hyphessobrycon itaparicensis Lima & Costa, 2001
- Hyphessobrycon krenakore Teixeira et al., 2016
- Hyphessobrycon langeanii Lima & Moreira, 2003
- Hyphessobrycon latus Fowler, 1941
- Hyphessobrycon maculicauda Ahl, 1936
- Hyphessobrycon melanopleurus Ellis, 1911
- Hyphessobrycon melasemeion Fowler, 1945
- Hyphessobrycon melazonatus Durbin in Eigenmann, 1908
- Hyphessobrycon meridionalis Ringuelet, Miquelarena & Menni, 1978 Hyphessobrycon meridionalis

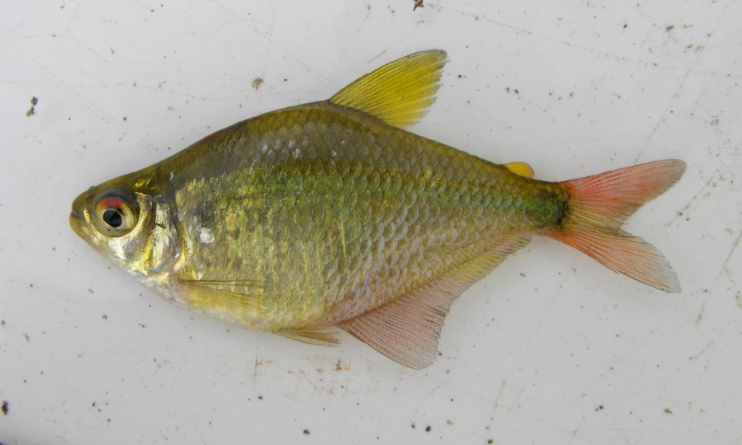
Hyphessobrycon meridionalis

- Hyphessobrycon minimus Durbin, 1909
- Minorsalmler (Hyphessobrycon minor Durbin, 1909)
- Hyphessobrycon natagaima García-Alzate et al., 2015
- Hyphessobrycon nicolasi Miquelarena & López, 2010
- Hyphessobrycon ocasoensis García-Alzate & Román-Valencia, 2008
- Hyphessobrycon pando Hein, 2009
- Hyphessobrycon parvellus Ellis, 1911
- Hyphessobrycon piabinhas Fowler, 1941
- Hyphessobrycon pinnistriatus Carvalho et al., 2017
- Hyphessobrycon platyodus Ohara et al., 2017
- Hyphessobrycon proteus Eigenmann, 1913 Hyphessobrycon proteus

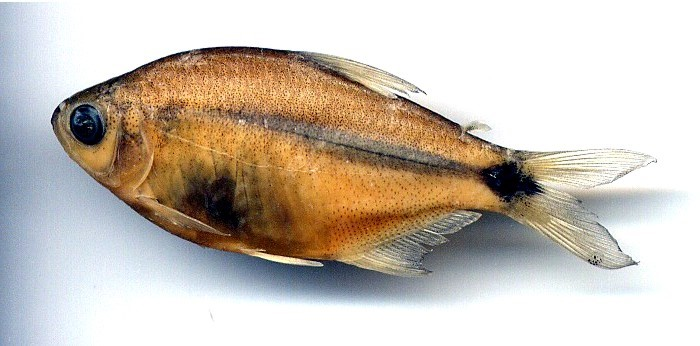
Hyphessobrycon proteus

- Zitronensalmler (Hyphessobrycon pulchripinnis Ahl, 1937)Zitronensalmler (H. pulchripinnis)

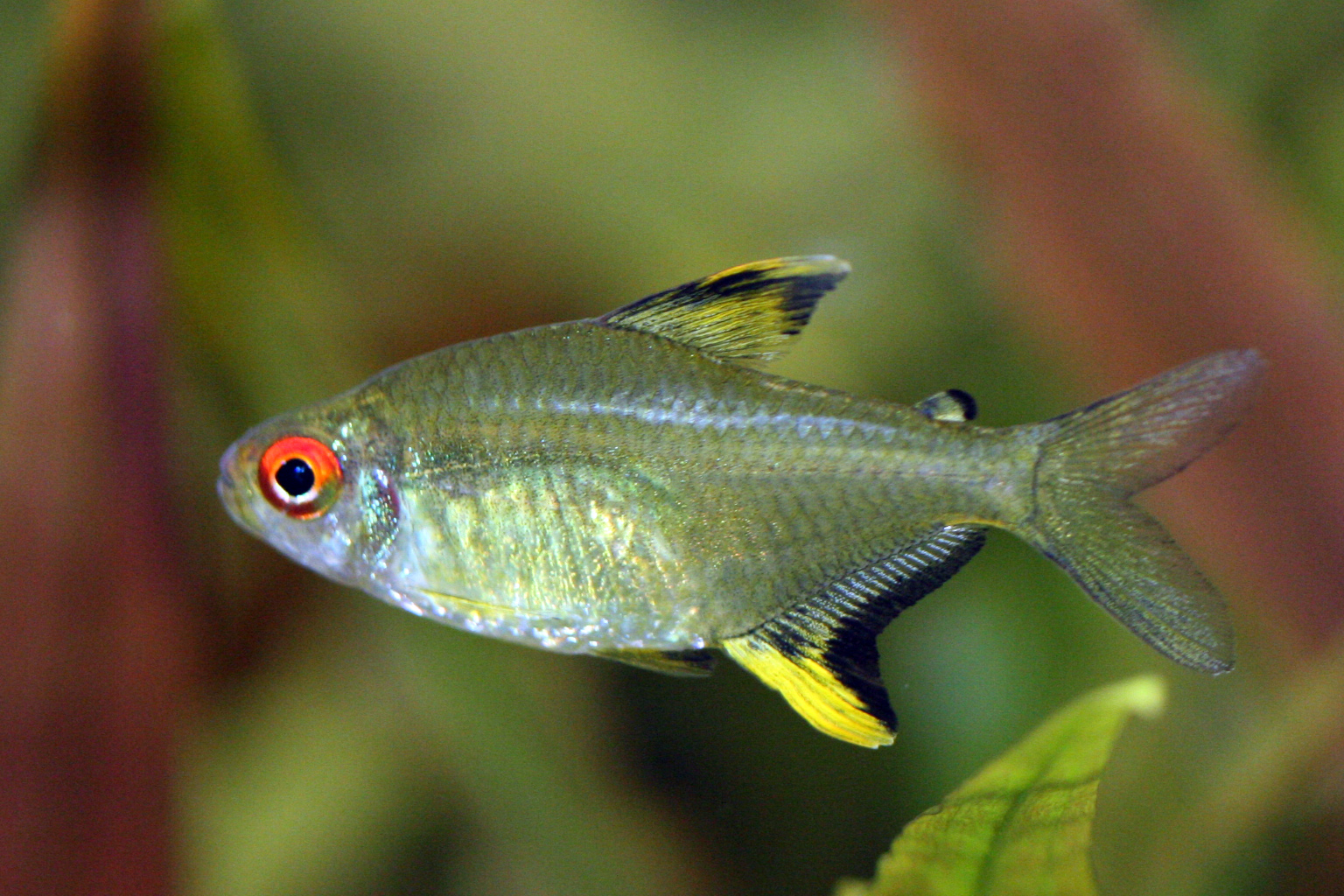
Zitronensalmler (H. pulchripinnis)

- Hyphessobrycon pytai Géry & Mahnert, 1993
- Netzsalmler (Hyphessobrycon reticulatus Ellis, 1911)
- Hyphessobrycon robustulus (Cope, 1870)
- Gelber Phantomsalmler (Hyphessobrycon roseus Géry, 1960)
- Kleiner Silbersalmler (Hyphessobrycon saizi Géry, 1964)
- Hyphessobrycon santae (Eigenmann in Eigenmann & Ogle, 1907)
- Hyphessobrycon schauenseei Fowler, 1926
- Hyphessobrycon scutulatus Lucena, 2003
- Hyphessobrycon sebastiani García-Alzate, Román-Valencia & Taphorn, 2010
- Stegemanns Tetra (Hyphessobrycon stegemanni Géry, 1961)
- Hyphessobrycon stramineus Durbin in Eigenmann, 1918
- Hyphessobrycon taguae García-Alzate, Román-Valencia & Taphorn, 2010
- Kaffeebohnensalmler (Hyphessobrycon takasei Géry, 1964)
- Hyphessobrycon tenuis Géry, 1964
- Hyphessobrycon tropis Géry, 1963
- Hyphessobrycon tukunai Géry, 1965
- Hyphessobrycon veredus Teixeira et al., 2019
- Brombeersalmler (Hyphessobrycon wadai Marinho et al., 2016)
- Hyphessobrycon wajat Almirón & Casciotta, 1999
- Hyphessobrycon weitzmanorum Lima & Moreira, 2003

## Aquaristik
Zur Gattung gehören viele der beliebtesten Aquarienfische. Tatsächlich lassen sich die meisten ihrer Vertreter auch in der Gefangenschaft gut halten und züchten, wobei jedoch darauf geachtet werden sollte, dass die Tiere gesellig sind und daher nur in Gruppen von mindestens zehn Exemplaren gehalten werden sollten.
Umgekehrt ist darauf zu achten, dass bei dem begrenzten Raumangebot eines Aquariums durch zu viele Individuen die notwendige Mindestdistanz nicht dauerhaft unterschritten wird (artspezifischer Überbesatz). Viele Arten wie neigen dann zu innerartlichen Aggressionen, die bis zu Beschädigungskämpfen mit nicht unerheblichen Verletzungen führen können.